# Níkos Zísis
Nikólaos Zísis (en grec Νικόλαος Ζήσης), souvent appelé Níkos Zísis (Νίκος Ζήσης), né le 16 août 1983 à Salonique, est un joueur grec de basket-ball, évoluant au poste d’arrière.

## Biographie
En avril 2014, il est élu meilleur joueur de la deuxième journée des demi-finales de l'EuroCoupe. Lors de la victoire de l'UNICS Kazan sur l'Étoile rouge, il marque 26 points (dont 4 sur 6 à trois points), prend 4 rebonds et fait 5 passes décisives pour une évaluation de 31.
Fin décembre 2014, Fenerbahçe Ülker, club turc, signe Zisis jusqu'à la fin de la saison.
En février 2017, Zísis et Brose Baskets signent une prolongation de contrat de deux ans, qui les lie jusqu'à la fin de la saison 2018-2019,.
En juillet 2019, Zísis rejoint le Joventut Badalona, club espagnol, avec lequel il signe un contrat de deux ans mais en janvier il retourne à l'AEK Athènes.
En juin 2021, Zísis annonce prendre sa retraite de joueur.
À sa retraite, il est le détenteur du record du plus grand nombre de rencontres consécutives jouées en Euroligue avec 209.

## Palmarès

### Club
- Vainqueur de la Coupe de Grèce : 2001
- Champion de Grèce : 2002
- Champion d’Italie : 2006, 2010, 2011, 2012
- Supercoupe d'Italie : 2007, 2010, 2011, 2012
- Champion de Russie : 2008, 2009
- Vainqueur de l'Euroligue 2008.
- Vainqueur de la VTB United League : 2009
- Coupe d’Italie : 2007, 2010, 2011, 2012
- Vainqueur de la Coupe de Russie : 2014
- Champion d'Allemagne : 2016, 2017
- Vainqueur de la Coupe d'Allemagne : 2017, 2019[8]

### Équipe nationale
- Championnat du monde
  -  Médaille d'argent du Championnat du monde 2006
- Championnat d’Europe
  -  Médaille d’or au championnat d’Europe 2005 en Serbie
- autres
  - Champion d’Europe des moins de 21 ans en 2002
  - Médaille de bronze du Championnat d’Europe des moins de 18 ans 2000